# Kostnellike
Kostnellike (Dianthus armeria), ofte skrevet kost-nellike, er en art af nellikeslægten. Dens blomstring gør, at den bruges som sommerblomst og i fugtige blomsterenge.

## Kendetegn
Kostnellike er en to- til flerårig plante, som vokser til en højde af 45-60 cm. Bladene er behårede, mørkegrønne, slanke og op til 5 cm lange. Blomstringen foregår i juli-september, hvor man finder blomsterne i endestillede stande. Blomsterne er 8-15 mm i diameter, og de fem kronblade er lyserøde til rødligt-pink og har ofte hvide prikker. Blomsterhovederne lukker sig når der bliver mørkt. Frugten er en kapsel med mange små frø.

## Hjemsted
Arten er udbredt i det meste af Europa, fra det nordlige Portugal til det sydlige Skotland og Finland og mod øst indtil Ukraine og Kaukasus. Den findes også i Nordamerika. I Danmark er arten ret sjælden i de østlige landsdele, mens den er rigtigt sjælden eller helt manglende i resten af landet.
Kostnellike kan vokse i udvasket jord, selv om de vil vokse højere i god jord med tilstrækkelig vand. Kostnellike er almindeligt dyrket som en prydplante i haver. Den er blevet introduceret til og er blevet naturaliseret i New Zealand og meget af Nordamerika. Kostnellike er således ikke hjemmehørende i USA, men den vokser fint i naturen uden at være dominerende i tempereret klima.
På øen Elk Rock Island nær Portland, Oregon, USA, findes et forladt landingssted for mindre både. Jordbunden er fugtmættet, og her har arten etableret sig i en lyskrævende bevoksning ammen med bl.a. disse arter: almindelig mahonie, almindelig perlekurv, amerikansk jordbærtræ, Artemisia douglasiana (en art af bynke), balsampoppel, birkespiræa, broget skumspiræa, ellebladet bærmispel, hvid snebær, klasekongelys, oregonask, oregoneg, oregonel, Rosa pisocarpa (en art af rose), rævehalespiræa, rørgræs, Salix lucida (en art af pil), småblomstret alunrod, Stachys cooleyae (en art af galtetand), stinkende gåseurt og Veronica americana (en art af ærenpris)